# Pétrolier T2

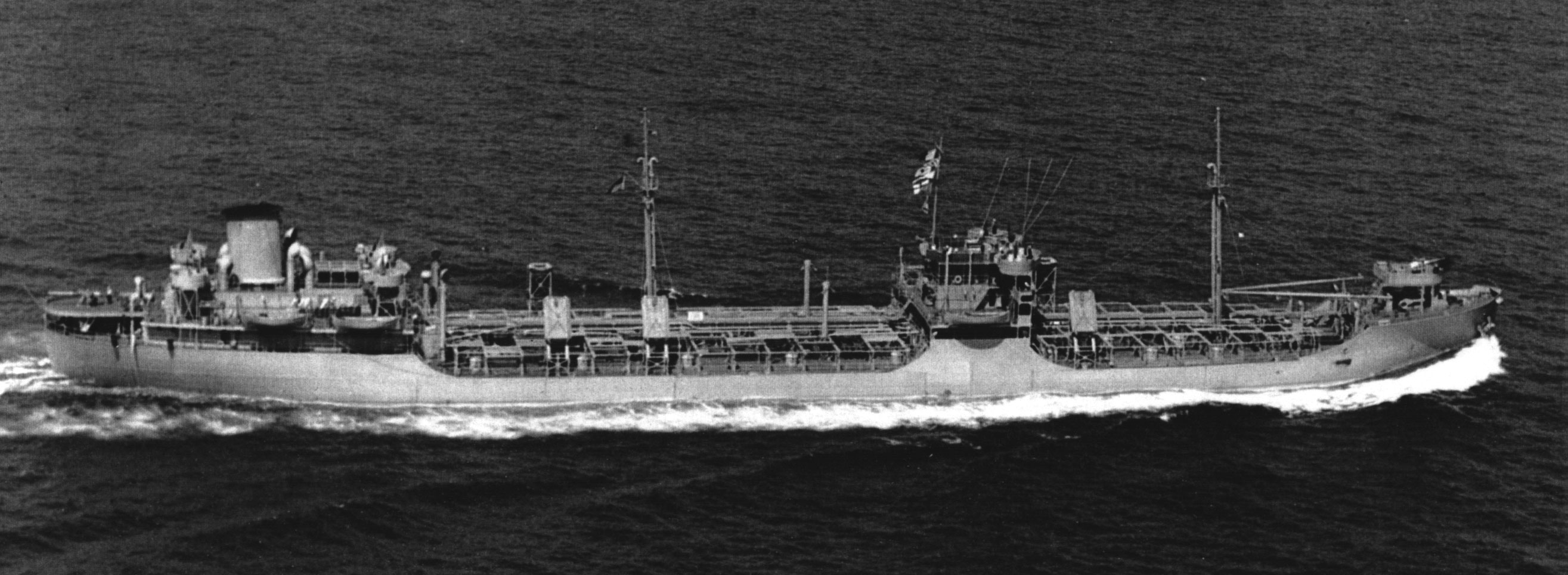
Le Hat Creek en août 1943

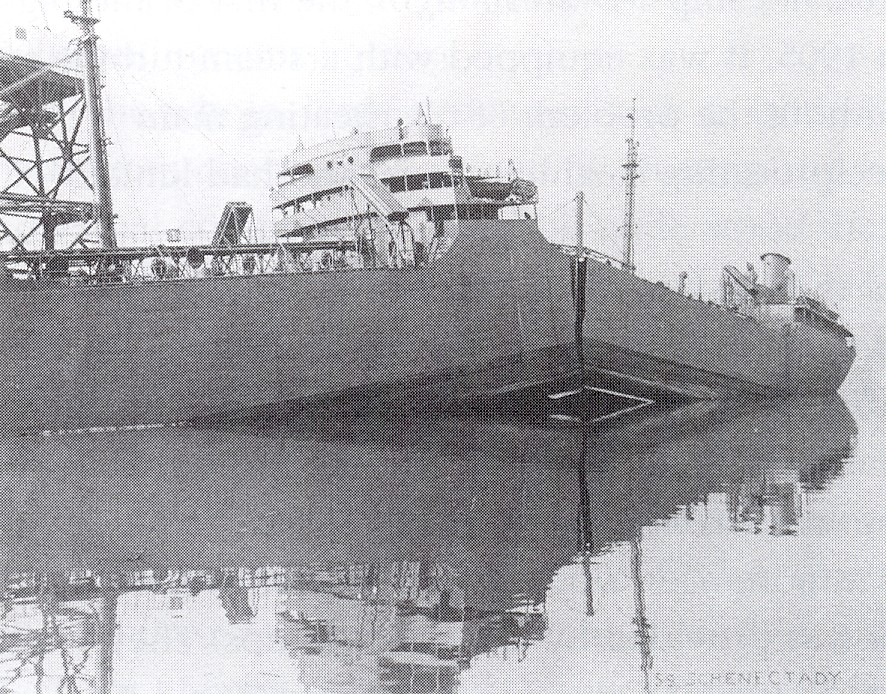
Le Schenectady, brisé en deux par la rupture de mauvaises soudures au centre de sa coque.

Les pétroliers T2 (aussi appelés par leur nom anglais T2 tankers ou tout simplement T2) forment une série de pétroliers construits en grande quantité par les États-Unis lors de la Seconde Guerre mondiale. Il s'agissait des plus grands pétroliers militaires de l'époque. Près de  500 d'entre eux ont été construits entre 1940 et fin 1945.

## Architecture

### T2
Les T2 standard avaient une longueur de 152,7 m pour une largeur de 20,7 m. D'un tonnage brut de 9 900 tjb pour un port en lourd de 15 850 tpl, les T2 standard avaient un déplacement d'environ 21 100 tonnes. Leurs turbines à vapeur de 12 000 chevaux entraînaient une hélice unique, atteignant une vitesse de 15 nœuds. Six de ces navires sont construits par le chantier naval de Sparrows Point pour le commerce, mais ils sont réquisitionnés par l'US Navy après l'attaque de Pearl Harbor.

### T2-A
Les T2-A forment une variante plus grosse et plus rapide. D'une longueur de 160,3 m, ils déplaçaient environ 22 445 tonnes pour un tonnage de 10 600 tjb et un port en lourd de 16 300 tpl, tout en atteignant une vitesse de 16,5 nœuds.

### T2-SE-A1
Cette variante était la plus courante durant la guerre. Les premiers modèles sont construits pour le commerce dès 1940 par la Sun Shipbuilding Company, pour le compte de la Standard Oil Company. D'une longueur de 159,4 m pour une largeur de 20,7 m, ils avaient un tonnage brut de 10 448 tjb et un port en lourd de 16 613 tpl. Leur système de propulsion turbo-électrique fournissait 6 000 chevaux avec des pointes à 7 240 chevaux, leur permettant d'atteindre une vitesse de 15 nœuds pour une autonomie de 12 600 milles.
Après Pearl Harbor, la United States Maritime Commission commande une production en masse de ce modèle afin de ravitailler les navires de guerre américains, eux-mêmes construits en masse. 481 navires sont construits en un temps record par l'Alabama Drydock and Shipbuilding Company en Alabama, les Kaiser Shipyards à leur chantier de Swan Island à Portland, Marinship (en) en Californie et la Sun Shipbuilding & Drydock Co. de Chester. Le temps de construction moyen entre la pose de la quille jusqu'aux aménagements intérieurs était de 70 jours ; le record est détenu par Marinship qui construisit entièrement le Huntington Hills en 33 jours à peine.

### T2-SE-A2
Cette dernière variante, construite uniquement par Marinship, était similaire au T2-SE-A1, mais avec une puissance moteur augmentée à 10 000 ch.